# Limnophila otwayensis
Limnophila otwayensis là một loài ruồi trong họ Limoniidae. Chúng phân bố ở miền Australasia.